# Satoshi Otomo
Satoshi Otomo (født 1. oktober 1981) er en filippinsk fodboldspiller.

## Filippinernes fodboldlandshold
| Filippinernes landshold | Filippinernes landshold | Filippinernes landshold |
| År                      | Kmp                     | Mål                     |
| ----------------------- | ----------------------- | ----------------------- |
| 2014                    | 1                       | 0                       |
| Total                   | 1                       | 0                       |